# Spagna ai Giochi della XXX Olimpiade
La Spagna ha partecipato ai Giochi della XXX Olimpiade, portando un totale di 283 atleti. Il portabandiera alla cerimonia di apertura è stato il cestista dei Los Angeles Lakers Pau Gasol, mentre per la chiusura è stato scelto il canoista Saúl Craviotto.

## Medaglie

### Medagliere per discipline
| Sport               | Oro | Argento | Bronzo | Totale |
| ------------------- | --- | ------- | ------ | ------ |
| Vela                | 2   | 0       | 0      | 2      |
| Taekwondo           | 1   | 2       | 0      | 3      |
| Nuoto               | 0   | 2       | 0      | 2      |
| Canoa/Kayak         | 0   | 1       | 1      | 2      |
| Pallacanestro       | 0   | 1       | 0      | 1      |
| Triathlon           | 0   | 1       | 0      | 1      |
| Nuoto sincronizzato | 0   | 1       | 0      | 1      |
| Lotta               | 0   | 0       | 1      | 1      |
| Totale              | 3   | 10      | 4      | 17     |

### Medaglie d'oro
| Medaglia | Nome                                         | Sport     | Evento               |
| -------- | -------------------------------------------- | --------- | -------------------- |
| Oro      | Joel González                                | Taekwondo | -58 maschile         |
| Oro      | Marina Alabau                                | Vela      | RS:X femminile       |
| Oro      | Támara Echegoyen Ángela Pumariega Sofía Toro | Vela      | Elliott 6m femminile |

### Medaglie d'argento
| Medaglia | Nome | Sport               | Evento                       |
| -------- | --- | ------------------- | ---------------------------- |
| Argento  | David Cal | Canoa/Kayak         | C1-1000 metri maschile       |
| Argento  | Saúl Craviotto | Canoa/Kayak         | K1-200 metri maschile        |
| Argento  | Mireia Belmonte García | Nuoto               | 800 m stile libero femminili |
| Argento  | Mireia Belmonte García | Nuoto               | 200 m farfalla femminili     |
| Argento  | Ona Carbonell Andrea Fuentes | Nuoto sincronizzato | Duo                          |
| Argento  | José Calderón Víctor Claver Rudy Fernández Marc Gasol Pau Gasol Serge Ibaka Sergio Llull Juan Carlos Navarro Felipe Reyes Sergio Rodríguez Víctor Sada Fernando San Emeterio         | Pallacanestro       | Torneo maschile              |
| Argento  | Marta Bach Andrea Blas Ana Copado Anna Espar Laura Ester María García Godoy Laura López Ona Meseguer Lorena Miranda Matilde Ortiz Jennifer Pareja María del Pilar Peña Roser Tarragó | Pallanuoto          | Torneo femminile             |
| Argento  | Brigitte Yagüe | Taekwondo           | -49 kg femminile             |
| Argento  | Nicolás García | Taekwondo           | -80 kg maschile              |
| Argento  | Francisco Javier Gómez Noya | Triathlon           | Triathon maschile            |

### Medaglie di bronzo
| Medaglia | Nome | Sport               | Evento                        |
| -------- | --- | ------------------- | ----------------------------- |
| Bronzo   | Maialen Chourraut | Canoa/Kayak         | Slalom K1 femminile           |
| Bronzo   | Maider Unda | Lotta               | -72 kg lotta libera femminile |
| Bronzo   | Clara Basiana Alba Cabello Ona Carbonell Margalida Crespí Andrea Fuentes Thaïs Henríquez Paula Klamburg Irene Montrucchio Laia Pons | Nuoto sincronizzato | Squadre                       |
| Bronzo   | Macarena Aguilar Nely Carla Alberto Jessica Alonso Vanessa Amorós Andrea Barnó Elisabet Chávez Mihaela Ciobanu Verónica Cuadrado Patricia Elorza Beatriz Fernández Ibanez Begoña Fernández Marta Mangué Carmen Martín Silvia Navarro Elisabeth Pinedo | Pallamano           | Torneo femminile              |

## Atletica leggera
Maschile

Corse, gare
| Atleta                | Gara           | Batterie     | Batterie     | Quarti | Quarti | Semifinali      | Semifinali      | Finale          | Finale          |
| Atleta                | Gara           | Tempo        | Pos.         | Tempo  | Pos.   | Tempo           | Pos.            | Tempo           | Pos.            |
| --------------------- | -------------- | ------------ | ------------ | ------ | ------ | --------------- | --------------- | --------------- | --------------- |
| Ángel David Rodríguez | 100 m piani    |              |              | 10"34  | 12     | Non qualificato | Non qualificato | Non qualificato | Non qualificato |
| Jackson Quiñónez      | 110 m ostacoli | 13"76        | 4            |        |        | Non qualificato | Non qualificato | Non qualificato | Non qualificato |
| Kevin López           | 800 metri      | 1'48"27      | 3 Q          |        |        | 1'46"66         | 6               | Non qualificato | Non qualificato |
| Antonio Manuel Reina  | 800 metri      | 1'47"44      | 3 Q          |        |        | 1'45"84         | 6               | Non qualificato | Non qualificato |
| David Bustos          | 1500 metri     | 3'41"34      | 8            |        |        | Non qualificato | Non qualificato | Non qualificato | Non qualificato |
| Álvaro Rodríguez      | 1500 metri     | 3'41"54      | 12           |        |        | Non qualificato | Non qualificato | Non qualificato | Non qualificato |
| Diego Ruiz            | 1500 metri     | 3'41"52      | 7            |        |        | Non qualificato | Non qualificato | Non qualificato | Non qualificato |
| Víctor García         | 3000 m siepi   | Non conclude | Non conclude |        |        |                 |                 | Non qualificato | Non qualificato |
| Abdelaziz Merzoughi   | 3000 m siepi   | 8'58"20      | 12           |        |        |                 |                 | Non qualificato | Non qualificato |
| Ángel Mullera         | 3000 m siepi   | 8'38"07      | 11           |        |        |                 |                 | Non qualificato | Non qualificato |
| Ayad Lamdassem        | 10000 metri    |              |              |        |        |                 |                 | 28'49"85        | 23              |
| Ignacio Cáceres       | maratona       |              |              |        |        |                 |                 | 2h 17'11"       | 31              |
| Carles Castillejo     | maratona       |              |              |        |        |                 |                 | 2h 16'17"       | 24              |
| José Carlos Hernández | maratona       |              |              |        |        |                 |                 | 2h 17'48"       | 34              |
| Miguel Ángel López    | 20 km marcia   |              |              |        |        |                 |                 | 2h 19'49"       | 5               |
| Álvaro Martín         | 20 km marcia   |              |              |        |        |                 |                 | Non conclude    | Non conclude    |
| Jesús Ángel García    | 50 km marcia   |              |              |        |        |                 |                 | 3h 48'32"       | 20              |
| Mikel Odriozola       | 50 km marcia   |              |              |        |        |                 |                 | 4h 02'48"       | 42              |
| Benjamin Sánchez      | 50 km marcia   |              |              |        |        |                 |                 | 4h 14'40"       | 50              |

Eventi concorsi
| Atleta            | Evento              | Qualificazioni | Qualificazioni | Finale          | Finale          |
| Atleta            | Evento              | Misura         | Posizione      | Misura          | Posizione       |
| ----------------- | ------------------- | -------------- | -------------- | --------------- | --------------- |
| Igor Bychkov      | Salto con l'asta    | 5,50           | 9 Q            | 5,50            | 12              |
| Eusebio Cáceres   | Salto in lungo      | 7,92           | 14             | Non qualificato | Non qualificato |
| Luis Felipe Méliz | Salto in lungo      | Nessuna misura | -              | Non qualificato | Non qualificato |
| Borja Vivas       | Getto del peso      | 18,88          | 31             | Non qualificato | Non qualificato |
| Frank Casañas     | Lancio del disco    | 63,76          | 11 Q           | 65,56           | 7               |
| Mario Pestano     | Lancio del disco    | 63,40          | 14             | Non qualificato | Non qualificato |
| Javier Cienfuegos | Lancio del martello | 73,73          | 16             | Non qualificato | Non qualificato |

Femminile
Corse, gare
| Atleta             | Gara         | Batterie | Batterie | Quarti | Quarti | Semifinali | Semifinali | Finale          | Finale          |
| Atleta             | Gara         | Tempo    | Pos.     | Tempo  | Pos.   | Tempo      | Pos.       | Tempo           | Pos.            |
| ------------------ | ------------ | -------- | -------- | ------ | ------ | ---------- | ---------- | --------------- | --------------- |
| Aauri Bokesa       | 400 m        | 53"67    | 6        |        |        |            |            | Non qualificata | Non qualificata |
| Nuria Fernández    | 1500 m       | 4'13"72  | 4 Q      |        |        | 4'06"57    | 10         | Non qualificata | Non qualificata |
| Isabel Macías      | 1500 m       | 4'13"07  | 12       |        |        |            |            | Non qualificata | Non qualificata |
| Natalia Rodríguez  | 1500 m       | 4'16"18  | 14       |        |        |            |            | Non qualificata | Non qualificata |
| Marta Domínguez    | 3000 m siepi | 9'29"71  | 4 Q      |        |        |            |            | 9'36"45         | 12              |
| Diana Martin       | 3000 m siepi | 9'35"77  | 14       |        |        |            |            | Non qualificata | Non qualificata |
| Judit Plá          | 5000 m       | 15'20"39 | 12       |        |        |            |            | Non qualificata | Non qualificata |
| Alessandra Aguilar | maratona     |          |          |        |        |            |            | 2h 29'19"       | 26              |
| Elena María Espeso | maratona     |          |          |        |        |            |            | 2h 36'12"       | 61              |
| Vanessa Veiga      | maratona     |          |          |        |        |            |            | 2h 46'53"       | 97              |
| Beatriz Pascual    | 20 km marcia |          |          |        |        |            |            | 1h 27'56"       | 8               |
| María José Poves   | 20 km marcia |          |          |        |        |            |            | 1h 29'36"       | 12              |
| María Vasco        | 20 km marcia |          |          |        |        |            |            | 1h 28'14"       | 10              |

Eventi concorsi
| Atleta              | Evento                 | Qualificazioni | Qualificazioni | Finale          | Finale          |
| Atleta              | Evento                 | Misura         | Posizione      | Misura          | Posizione       |
| ------------------- | ---------------------- | -------------- | -------------- | --------------- | --------------- |
| Ruth Beitia         | Salto in alto          | 1,93           | 2 Q            | 2,00            | 4               |
| Concepción Montaner | Salto in lungo         | 6,30           | 19             | Non qualificata | Non qualificata |
| Patricia Serrapio   | Salto triplo           | 13,64          | 26             | Non qualificata | Non qualificata |
| Úrsula Ruiz         | Getto del peso         | 17,99          | 17             | Non qualificata | Non qualificata |
| Berta Castells      | Lancio del martello    | 68,41          | 21             | Non qualificata | Non qualificata |
| Noraida Bicet       | Lancio del giavellotto | 57,77          | 25             | Non qualificata | Non qualificata |

## Badminton
Maschile
| Atleta      | Evento  | Girone                       | Girone                          | Girone     | Ottavi di Finale     | Quarti di Finale     | Semifinale           | Finale               | Finale          |
| Atleta      | Evento  | Avversario Punteggio         | Avversario Punteggio            | Classifica | Avversario Punteggio | Avversario Punteggio | Avversario Punteggio | Avversario Punteggio | Classifica      |
| ----------- | ------- | ---------------------------- | ------------------------------- | ---------- | -------------------- | -------------------- | -------------------- | -------------------- | --------------- |
| Pablo Abián | Singolo | Taufik Hidayat P 20-22 11-21 | Petr Koukal V 21-17 16-21 21-16 | 2º         | Non qualificato      | Non qualificato      | Non qualificato      | Non qualificato      | Non qualificato |

Femminile
| Atleta         | Evento  | Girone                  | Girone                      | Girone     | Ottavi di Finale     | Quarti di Finale     | Semifinale           | Finale               | Finale          |
| Atleta         | Evento  | Avversario Punteggio    | Avversario Punteggio        | Classifica | Avversario Punteggio | Avversario Punteggio | Avversario Punteggio | Avversario Punteggio | Classifica      |
| -------------- | ------- | ----------------------- | --------------------------- | ---------- | -------------------- | -------------------- | -------------------- | -------------------- | --------------- |
| Carolina Marín | Singolo | Li Xuerui P 13-21 11-21 | Claudia Rivero V 21-17 21-7 | 2º         | Non qualificata      | Non qualificata      | Non qualificata      | Non qualificata      | Non qualificata |

## Calcio

### Maschile

#### Prima fase
| 26/07/2012 | 14.15 | Spagna | 0 - 1 Yūki Ōtsu 34° pt     | Giappone | Hampden Park   |
| 29/07/2012 | 19.45 | Spagna | 0 - 1 Jerry Bengtson 7° pt | Honduras | St James' Park |
| 01/08/2012 | 17.00 | Spagna | 0 - 0                      | Marocco  | Old Trafford   |

| Squadra       | P.ti | G | V | N | P | GF | GS | DR |
| ------------- | ---- | - | - | - | - | -- | -- | -- |
| Giappone U-23 | 7    | 3 | 2 | 1 | 0 | 2  | 0  | +2 |
| Honduras U-23 | 5    | 3 | 1 | 2 | 0 | 3  | 2  | +1 |
| Marocco U-23  | 2    | 3 | 0 | 2 | 1 | 2  | 3  | -1 |
| Spagna U-23   | 1    | 3 | 0 | 1 | 2 | 0  | 2  | -2 |

## Canoa/Kayak

### Velocità
Maschile
| Atleta            | Evento     | Batterie | Batterie   | Semifinali | Semifinali | Finale   | Finale     |
| Atleta            | Evento     | Tempo    | Classifica | Tempo      | Classifica | Tempo    | Classifica |
| ----------------- | ---------- | -------- | ---------- | ---------- | ---------- | -------- | ---------- |
| Alfonso Benavides | C-1 200 m  | 40"993   | 1° Q       | 40"619     | 2° Q       | 43"038   | 4°         |
| David Cal         | C-1 1000 m | 3'54"590 | 1° Q       | 3'52"767   | 3° Q       | 3'48"053 |            |
| Saúl Craviotto    | K-1 200 m  | 35"552   | 1° Q       | 35"597     | 2° Q       | 36"540   |            |
| Francisco Cubelos | K-1 1000 m | 3'37"791 | 5° Q       | 3'31"833   | 4° Q       | 3'32"521 | 7°         |

Femminile
| Atleta               | Evento    | Batterie | Batterie   | Semifinali | Semifinali | Finale | Finale     |
| Atleta               | Evento    | Tempo    | Classifica | Tempo      | Classifica | Tempo  | Classifica |
| -------------------- | --------- | -------- | ---------- | ---------- | ---------- | ------ | ---------- |
| María Teresa Portela | K-1 200 m | 41"236   | 1° Q       | 40"898     | 2° Q       | 45"326 | 4°         |

### Slalom
Maschile
| Atleta         | Evento | Qualificazioni | Qualificazioni | Qualificazioni | Qualificazioni | Qualificazioni | Qualificazioni | Semifinali | Semifinali | Semifinali | Finale   | Finale | Finale |
| Atleta         | Evento | 1ª manche      | Class.         | 2ª manche      | Class.         | Migliore       | Class.         | Penalità   | Tempo      | Class.     | Penalità | Tempo  | Class. |
| -------------- | ------ | -------------- | -------------- | -------------- | -------------- | -------------- | -------------- | ---------- | ---------- | ---------- | -------- | ------ | ------ |
| Ander Elosegi  | C1     | 93,24          | 2º             | 96,60          | 8º             | 93,24          | 6º Q           |            | 104,04     | 4º Q       |          | 102,61 | 4º     |
| Samuel Hernanz | K1     | 87,07          | 1º             | 91,25          | 12º            | 87,07          | 3º Q           |            | 97,18      | 4º Q       |          | 96,95  | 5°     |

Femminile
| Atleta            | Evento | Qualificazioni | Qualificazioni | Qualificazioni | Qualificazioni | Qualificazioni | Qualificazioni | Semifinali | Semifinali | Semifinali | Finale   | Finale | Finale |
| Atleta            | Evento | 1ª manche      | Class.         | 2ª manche      | Class.         | Migliore       | Class.         | Penalità   | Tempo      | Class.     | Penalità | Tempo  | Class. |
| ----------------- | ------ | -------------- | -------------- | -------------- | -------------- | -------------- | -------------- | ---------- | ---------- | ---------- | -------- | ------ | ------ |
| Maialen Chourraut | K1     | 98,75          | 1º             | 107,91         | 10º            | 98,75          | 1º Q           |            | 108,34     | 2°         |          | 106,87 |        |

## Ciclismo

### Ciclismo su strada
Maschile
| Atleta               | Evento                  | Tempo     | Classifica |
| -------------------- | ----------------------- | --------- | ---------- |
| José Joaquín Rojas   | Corsa in linea maschile | 5h 46'37" | 44°        |
| Alejandro Valverde   | Corsa in linea maschile | 5h 46'05" | 18°        |
| Francisco Ventoso    | Corsa in linea maschile | 5h 46'37" | 31°        |
| Luis León Sánchez    | Corsa in linea maschile | 5h 46'05" | 14°        |
| Luis León Sánchez    | Cronometro maschile     | 56'59"    | 32°        |
| Jonathan Castroviejo | Corsa in linea maschile | 5h 46'13" | 26°        |
| Jonathan Castroviejo | Cronometro maschile     | 53'29"    | 9°         |

### Ciclismo su pista
Gare maschili
Velocità
| Atleta          | Evento      | Qualificazione       | Qualificazione | 16-esimi       | Ottavi                           | 8 Finals Ripescaggi | Quarti          | Semifinali      | Finale          | Finale          |                 |
| Atleta          | Evento      | Tempo Velocità       | Posizione      | Avversario     | Avversario                       | Avversario          | Avversario      | Avversario      | Avversario      | Posizione       |                 |
| --------------- | ----------- | -------------------- | -------------- | -------------- | -------------------------------- | ------------------- | --------------- | --------------- | --------------- | --------------- | --------------- |
| Hodei Mazkiarán | Individuale | 10.604 (67.898 km/h) | 16° Q          | Shane Perkin P | Bernard Esterhuizen Zhang Miao P | Non qualificato     | Non qualificato | Non qualificato | Non qualificato | Non qualificato | Non qualificato |

Keirin
| Atleta       | Evento | 1º turno  | Ripescaggi | 2º turno  | Finale '  |
| Atleta       | Evento | Posizione | Posizione  | Posizione | Posizione |
| ------------ | ------ | --------- | ---------- | --------- | --------- |
| Juan Peralta | Keirin | 3°        | 2° Q       | 5°        | 10°       |

Inseguimento
| Atleti                                                         | Evento  | Qualificazioni | Qualificazioni | Semifinali | Semifinali | Finali                    | Finali    |
| Atleti                                                         | Evento  | Tempo          | Posizione      | Posizione  | Posizione  | Avversari                 | Posizione |
| -------------------------------------------------------------- | ------- | -------------- | -------------- | ---------- | ---------- | ------------------------- | --------- |
| Pablo Aitor Bernal Sebastián Mora David Muntaner Albert Torres | Squadre | 4:02.113       | 6° Q           | V 3:59.520 | 6°         | P 4:02.746 (DEN 4:02.671) | 6°        |

Omnium
| Atleta      | Evento | Flying lap | Flying lap | Corsa a punti | Corsa a punti | Corsa a eliminazione | Inseguimento individuale | Inseguimento individuale | Scratch race | Chilometro da fermo | Chilometro da fermo | Punti totali | Classifica |
| Atleta      | Evento | Tempo      | Posizione  | Punti         | Posizione     | Posizione            | Avversario Risultato     | Posizione                | Posizione    | Tempo               | Posizione           | Punti totali | Classifica |
| ----------- | ------ | ---------- | ---------- | ------------- | ------------- | -------------------- | ------------------------ | ------------------------ | ------------ | ------------------- | ------------------- | ------------ | ---------- |
| Eloy Teruel | Omnium | 13.655     | 14°        | 55            | 3°            | 17°                  | 4'29"874                 | 9°                       | 2°           | 1'05"463            | 14°                 | 59           | 9°         |

Gare femminili
Omnium
| Atleta          | Evento | Flying lap | Flying lap | Corsa a punti | Corsa a punti | Corsa a eliminazione | Inseguimento individuale | Inseguimento individuale | Scratch race | Chilometro da fermo | Chilometro da fermo | Punti totali | Classifica |
| Atleta          | Evento | Tempo      | Posizione  | Punti         | Posizione     | Posizione            | Avversario Risultato     | Posizione                | Posizione    | Tempo               | Posizione           | Punti totali | Classifica |
| --------------- | ------ | ---------- | ---------- | ------------- | ------------- | -------------------- | ------------------------ | ------------------------ | ------------ | ------------------- | ------------------- | ------------ | ---------- |
| Leire Olaberria | Omnium | 14.463     | 6°         | 3             | 12º           | 12°                  | 3'46"317                 | 9°                       | 2°           | 36"393              | 8°                  | 69           | 13°        |

### Mountain Bike
Maschile
| Atleta               | Evento        | Tempo   | Classifica |
| -------------------- | ------------- | ------- | ---------- |
| Carlos Coloma        | Cross-country | 1:30:06 | 6°         |
| José Antonio Hermida | Cross-country | 1:29:36 | 4°         |
| Sergio Mantecón      | Cross-country | 1:33:46 | 22°        |

## Equitazione
Dressage
| Athlete                                                     | Cavallo       | Evento      | Grand Prix | Grand Prix | Grand Prix Special | Grand Prix Special | Grand Prix Freestyle | Grand Prix Freestyle | Totale          | Totale          |
| Athlete                                                     | Cavallo       | Evento      | Punteggio  | Classifica | Punteggio          | Classifica         | Tecnico              | Artistico            | Punteggio       | Classifica      |
| ----------------------------------------------------------- | ------------- | ----------- | ---------- | ---------- | ------------------ | ------------------ | -------------------- | -------------------- | --------------- | --------------- |
| Morgan Barbançon                                            | Painted Black | Individuale | 72.751     | 19° Q      | 71.556             | 23°                | Non qualificato      | Non qualificato      | Non qualificato | Non qualificato |
| Jose Daniel Martín Dockx                                    | Grandioso     | Individuale | 69.043     | 39° Q      | 69.286             | 29°                | Non qualificato      | Non qualificato      | Non qualificato | Non qualificato |
| Juan Manuel Muño                                            | Fuego XII     | Individuale | 75.608     | 10° Q      | 75.476             | 11° Q              | 74.786               | 83.857               | 79.321          | 10°             |
| Morgan Barbançon Jose Daniel Martín Dockx Juan Manuel Muñoz |               | A squadre   | 72.467     | 6°         | 72.106             | 6°                 |                      |                      | 72.287          | 7°              |

## Ginnastica

### Ginnastica artistica
Maschile
| Atleta               | Evento             | Qualificazione | Qualificazione | Qualificazione | Qualificazione | Qualificazione | Qualificazione | Qualificazione | Qualificazione | Finale          | Finale          | Finale          | Finale          | Finale          | Finale          | Finale          | Finale          |
| Atleta               | Evento             | Attrezzo       | Attrezzo       | Attrezzo       | Attrezzo       | Attrezzo       | Attrezzo       | Totale         | Posizione      | Attrezzo        | Attrezzo        | Attrezzo        | Attrezzo        | Attrezzo        | Attrezzo        | Totale          | Posizione       |
| Atleta               | Evento             | CL             | C              | A              | V              | P              | S              | Totale         | Posizione      | CL              | C               | A               | V               | P               | S               | Totale          | Posizione       |
| -------------------- | ------------------ | -------------- | -------------- | -------------- | -------------- | -------------- | -------------- | -------------- | -------------- | --------------- | --------------- | --------------- | --------------- | --------------- | --------------- | --------------- | --------------- |
| Isaac Botella Pérez  | Concorso a squadre | 14.033         | 12.900         |                | 15.866 Q       |                |                |                |                | Non qualificati | Non qualificati | Non qualificati | Non qualificati | Non qualificati | Non qualificati | Non qualificati | Non qualificati |
| Javier Gómez Fuertes | Concorso a squadre | 14.833         | 13.833         | 13.900         | 15.958         | 15.066         | 14.544         | 88.123         | 16º Q          | Non qualificati | Non qualificati | Non qualificati | Non qualificati | Non qualificati | Non qualificati | Non qualificati | Non qualificati |
| Fabián González      | Concorso a squadre | 15.266         | 14.733         | 14.033         | 16.000         | 13.333         | 15.000         | 88.365         | 15º Q          | Non qualificati | Non qualificati | Non qualificati | Non qualificati | Non qualificati | Non qualificati | Non qualificati | Non qualificati |
| Rubén López          | Concorso a squadre |                |                | 14.900         | 14.733         | 14.300         |                |                |                | Non qualificati | Non qualificati | Non qualificati | Non qualificati | Non qualificati | Non qualificati | Non qualificati | Non qualificati |
| Sergio Muñoz         | Concorso a squadre | 14.600         | 14.000         | 13.966         | 16.000         | 13.833         | 13.266         | 85.665         | 26º            | Non qualificati | Non qualificati | Non qualificati | Non qualificati | Non qualificati | Non qualificati | Non qualificati | Non qualificati |
| Totale               | Concorso a squadre | 44.699         | 42.566         | 42.899         | 47.958         | 43.632         | 43.833         | 265.587        | 9º             | Non qualificati | Non qualificati | Non qualificati | Non qualificati | Non qualificati | Non qualificati | Non qualificati | Non qualificati |

Maschile - Finali individuali
| Atleta               | Evento               | Attrezzo | Attrezzo | Attrezzo | Attrezzo | Attrezzo | Attrezzo | Totale | Finale |
| Atleta               | Evento               | CL       | C        | A        | V        | P        | S        | Totale | Finale |
| -------------------- | -------------------- | -------- | -------- | -------- | -------- | -------- | -------- | ------ | ------ |
| Isaac Botella Pérez  | Volteggio            |          |          |          | 15.866   |          |          | 15.866 | 6º     |
| Javier Gómez Fuertes | Concorso individuale | 14.266   | 12.433   | 14.800   | 15.466   | 14.733   | 12.733   | 84.431 | 23º    |
| Fabián González      | Concorso individuale | 14.600   | 14.733   | 13.966   | 16.133   | 14.400   | 15.166   | 88.998 | 9º     |

Femminile
| Atleta             | Evento               | Qualificationi | Qualificationi | Qualificationi | Qualificationi | Qualificationi | Qualificationi | Finali          | Finali          | Finali          | Finali          | Finali          | Finali          |
| Atleta             | Evento               | Attrezzo       | Attrezzo       | Attrezzo       | Attrezzo       | Totale         | Posizione      | Attrezzo        | Attrezzo        | Attrezzo        | Attrezzo        | Totale          | Posizione       |
| Atleta             | Evento               | CL             | V              | P              | T              | Totale         | Posizione      | CL              | V               | P               | T               | Totale          | Posizione       |
| ------------------ | -------------------- | -------------- | -------------- | -------------- | -------------- | -------------- | -------------- | --------------- | --------------- | --------------- | --------------- | --------------- | --------------- |
| Ana María Izurieta | Concorso individuale | 14.133         | 14.800         | 12.600         | 12.000         | 53.533         | 33º            | Non qualificata | Non qualificata | Non qualificata | Non qualificata | Non qualificata | Non qualificata |

### Ginnastica ritmica
Femminile
| Atleta             | Evento               | Qualificazione | Qualificazione | Qualificazione | Qualificazione | Qualificazione | Qualificazione | Finale          | Finale          | Finale          | Finale          | Finale          | Finale          |
| Atleta             | Evento               | Cerchio        | Palla          | Clavi          | Nastro         | Totale         | Classifica     | Cerchio         | Palla           | Clavi           | Nastro          | Totale          | Classifica      |
| ------------------ | -------------------- | -------------- | -------------- | -------------- | -------------- | -------------- | -------------- | --------------- | --------------- | --------------- | --------------- | --------------- | --------------- |
| Carolina Rodríguez | Concorso individuale | 26.900         | 26.625         | 27.175         | 26.100         | 106.800        | 14º            | Non qualificata | Non qualificata | Non qualificata | Non qualificata | Non qualificata | Non qualificata |

| Atleta                                                                                         | Evento             | Qualificazione | Qualificazione      | Qualificazione | Qualificazione | Finale  | Finale              | Finale | Finale     |
| Atleta                                                                                         | Evento             | 5 palle        | 3 nastri e 2 cerchi | Totale         | Classifica     | 5 palle | 3 nastri e 2 cerchi | Totale | Classifica |
| ---------------------------------------------------------------------------------------------- | ------------------ | -------------- | ------------------- | -------------- | -------------- | ------- | ------------------- | ------ | ---------- |
| Loreto Achaerandio Sandra Aguilar Elena López Lourdes Mohedano Alejandra Quereda Lidia Redondo | Concorso a squadre | 27.150         | 27.400              | 54.550         | 5º Q           | 27.400  | 27.550              | 54.950 | 4º         |

## Hockey su prato

### Maschile

#### Prima fase
| 30/07/2012 | 13.45 | Spagna    | 1 - 1 Rehan Butt 46° Pau Quemada 47°                                                               | Pakistan      | Riverbank Arena |
| 01/08/2012 | 08.30 | Spagna    | 0 - 5 Russell Ford 9° Matthew Butturini 14° Simon Orchard 29° Glenn Turner 40° Eddie Ockenden 69°  | Australia     | Riverbank Arena |
| 03/08/2012 | 19.00 | Sudafrica | 2 - 3 Justin Reid-Ross 26° Marc Salles 30° Pau Quemada 42° Miguel Delas 55° Lloyd Norris-Jones 26° | Spagna        | Riverbank Arena |
| 05/08/2012 | 21.15 | Argentina | 1 - 3 Lucas Vila 55° Pau Quemada 66° Miguel Delas 67° Eduard Tubau 70°                             | Spagna        | Riverbank Arena |
| 07/08/2012 | 10.00 | Spagna    | 1 - 1 Ashley Jackson 33° Pau Quemada 55°                                                           | Gran Bretagna | Riverbank Arena |

| Squadra       | P.ti | G | V | N | P | GF | GS | DR  |
| ------------- | ---- | - | - | - | - | -- | -- | --- |
| Australia     | 11   | 5 | 3 | 2 | 0 | 23 | 5  | +18 |
| Gran Bretagna | 9    | 5 | 3 | 3 | 0 | 14 | 8  | +6  |
| Spagna        | 8    | 5 | 3 | 2 | 1 | 8  | 10 | -2  |
| Pakistan      | 7    | 5 | 3 | 1 | 2 | 9  | 16 | -7  |
| Argentina     | 4    | 5 | 1 | 1 | 3 | 10 | 14 | -4  |
| Sudafrica     | 1    | 5 | 0 | 1 | 4 | 11 | 22 | -11 |

#### Finale 5º-6º posto
| Arbitri: | Roel van Eert Colin Hutchinson |

|                                   |           |                                                                               |
| Ramón Alegre 19° Eduard Tubau 61° | Marcatori | Jérôme Dekeyser 3° Tom Boon 21° e 32° Florent van Aubel 24° Thomas Briels 62° |

## Judo
Maschile
| Atleta          | Evento | 32-esimi                        | 16-esimi                   | Ottavi                               | Quarti di finale              | Semifinali                  | 1º Turno ripescaggi  | 2º Turno ripescaggi      | Finale               | Finale          |
| Atleta          | Evento | Avversario Risultato            | Avversario Risultato       | Avversario Risultato                 | Avversario Risultato          | Avversario Risultato        | Avversario Risultato | Avversario Risultato     | Avversario Risultato | Classifica      |
| --------------- | ------ | ------------------------------- | -------------------------- | ------------------------------------ | ----------------------------- | --------------------------- | -------------------- | ------------------------ | -------------------- | --------------- |
| Sugoi Uriarte   | −66 kg | Francesco Faraldo V (0100–0000) | Jayme Mata V (0100–0000)   | Daniel García González V (0013–0002) | Tarlan Karimov V (0021–00012) | Miklós Ungvár P (0000–0011) |                      | Cho Jun-Ho P (0001–0000) | Non qualificato      | 5°              |
| Kiyoshi Uematsu | −73 kg |                                 | Mansur Isaev P (0002–0011) | Non qualificato                      | Non qualificato               | Non qualificato             | Non qualificato      | Non qualificato          | Non qualificato      | Non qualificato |

Femminile
| Atleta              | Evento | 16-esimi                     | Quarti di finale         | Semifinali           | 1º Turno ripescaggi  | 2º Turno ripescaggi  | Finale               | Finale          |
| Atleta              | Evento | Avversario Risultato         | Avversario Risultato     | Avversario Risultato | Avversario Risultato | Avversario Risultato | Avversario Risultato | Classifica      |
| ------------------- | ------ | ---------------------------- | ------------------------ | -------------------- | -------------------- | -------------------- | -------------------- | --------------- |
| Oiana Blanco        | −48 kg | Tomoko Fukumi P (0001–0100)  | Non qualificata          | Non qualificata      | Non qualificata      | Non qualificata      | Non qualificata      | Non qualificata |
| Ana Carrascosa      | −52 kg | Marie Müller P (0000–0201)   | Non qualificata          | Non qualificata      | Non qualificata      | Non qualificata      | Non qualificata      | Non qualificata |
| Concepción Bellorín | −57 kg | Hedvig Karakas P (0011–0100) | Non qualificata          | Non qualificata      | Non qualificata      | Non qualificata      | Non qualificata      | Non qualificata |
| Cecilia Blanco      | −70 kg | Nataliya Smal V (0110–0002)  | Raša Sraka P (0011–0000) | Non qualificata      | Non qualificata      | Non qualificata      | Non qualificata      | Non qualificata |

## Lotta

### Lotta libera
Femminile
| Atleta      | Evento | Qualificazione       | Ottavi               | Quarti                | Semifinale           | Ripescaggio Turno 1  | Ripescaggio Turno 2  | Finale                   | Classifica |
| Atleta      | Evento | Avversario Risultato | Avversario Risultato | Avversario Risultato  | Avversario Risultato | Avversario Risultato | Avversario Risultato | Avversario Risultato     | Classifica |
| ----------- | ------ | -------------------- | -------------------- | --------------------- | -------------------- | -------------------- | -------------------- | ------------------------ | ---------- |
| Maider Unda | −72 kg | -                    | Ana Betancur V 3-0   | Burmaa Ochirbat V 3-1 | Stanka Zlateva P 0-3 |                      |                      | Vasilisa Marzaliuk V 3-0 |            |

## Nuoto e sport acquatici

### Nuoto
Maschile
| Atleta                  | Evento         | Batterie | Batterie   | Semifinali      | Semifinali      | Finale          | Finale          |
| Atleta                  | Evento         | Tempo    | Classifica | Tempo           | Classifica      | Tempo           | Classifica      |
| ----------------------- | -------------- | -------- | ---------- | --------------- | --------------- | --------------- | --------------- |
| Juan Miguel Rando       | 100 m dorso    | 54"93    | 25º        | Non qualificato | Non qualificato | Non qualificato | Non qualificato |
| Aschwin Wildeboer Faber | 100 m dorso    | 54"36    | 16º Q      | 53"99           | 12º             | Non qualificato | Non qualificato |
| Aschwin Wildeboer Faber | 200 m dorso    | 2'00"02  | 26º        | Non qualificato | Non qualificato | Non qualificato | Non qualificato |
| Francisco Hervás        | Maratona 10 km |          |            |                 |                 | 1:53'27"8       | 23º             |

Femminile
| Atleta                                                                                     | Evento               | Batterie | Batterie   | Semifinali      | Semifinali      | Finale          | Finale          |
| Atleta                                                                                     | Evento               | Tempo    | Classifica | Tempo           | Classifica      | Tempo           | Classifica      |
| ------------------------------------------------------------------------------------------ | -------------------- | -------- | ---------- | --------------- | --------------- | --------------- | --------------- |
| Melania Costa                                                                              | 200 m stile libero   | 1'57"79  | =4º Q      | 1'57"76         | 9º              | Non qualificata | Non qualificata |
| Melania Costa                                                                              | 400 m stile libero   | 4'06"75  | 9º         |                 |                 | Non qualificata | Non qualificata |
| Mireia Belmonte Garcia                                                                     | 400 m stile libero   | 4'08"23  | 13º        |                 |                 | Non qualificata | Non qualificata |
| Mireia Belmonte Garcia                                                                     | 800 m stile libero   | 8'25"26  | 6º Q       |                 |                 | 8'18"76         |                 |
| Mireia Belmonte Garcia                                                                     | 200 m farfalla       | 2'08"19  | 9º Q       | 2'06"62         | 4º Q            | 2'05"25         |                 |
| Mireia Belmonte Garcia                                                                     | 200 m misti          | 2'11"73  | 6º Q       | 2'11"54         | 10º             | Non qualificata | Non qualificata |
| Mireia Belmonte Garcia                                                                     | 400 m misti          | 4'34"70  | 5º Q       |                 |                 | 4'35"62         | 8º              |
| Erika Villaécija García                                                                    | 800 m stile libero   | 8'27"99  | 10°        | Non qualificata | Non qualificata | Non qualificata | Non qualificata |
| Erika Villaécija García                                                                    | Maratona 10 km       |          |            |                 |                 | 1:58'49"5       | 8°              |
| Duane Da Rocha Marce                                                                       | 100 m dorso          | 1'00"57  | 18º        | Non qualificata | Non qualificata | Non qualificata | Non qualificata |
| Duane Da Rocha Marce                                                                       | 200 m dorso          | 2'09"72  | 10º Q      | 2'09"88         | 13º             | Non qualificata | Non qualificata |
| Concepción Badillo Díaz                                                                    | 100 m rana           | 1'12"58  | 39º        | Non qualificata | Non qualificata | Non qualificata | Non qualificata |
| Marina García Urzainqui                                                                    | 100 m rana           | 1'08"64  | 25º        | Non qualificata | Non qualificata | Non qualificata | Non qualificata |
| Marina García Urzainqui                                                                    | 200 m rana           | 2'27"57  | 20º        | Non qualificata | Non qualificata | Non qualificata | Non qualificata |
| Judit Ignacio Sorribes                                                                     | 100 m farfalla       | 59"42    | =26º       | Non qualificata | Non qualificata | Non qualificata | Non qualificata |
| Judit Ignacio Sorribes                                                                     | 200 m farfalla       | 2'08"14  | 7º Q       | 2'08"96         | 15º             | Non qualificata | Non qualificata |
| Beatriz Gómez Cortes                                                                       | 200 m misti          | 2'13"26  | 15º Q      | 2'15"12         | 16º Q           | Non qualificata | Non qualificata |
| Claudia Dasca Romeu                                                                        | 400 m misti          | 4'46"80  | 25º        | Non qualificata | Non qualificata | Non qualificata | Non qualificata |
| Mireia Belmonte García Patricia Castro Melania Costa Lydia Morant                          | 4×200 m stile libero | 7'54"49  | 10º        |                 |                 | Non qualificate | Non qualificate |
| Patricia Castro Duane Da Rocha Marina García Urzainqui Judit Ignacio Sorribes Lydia Morant | 4×100 m misti        | 4'03"05  | 12º        |                 |                 | Non qualificate | Non qualificate |

### Nuoto sincronizzato
| Atleta | Evento  | Programma tecnico (Preliminari) | Programma tecnico (Preliminari) | Programma libero (Preliminari) | Programma libero (Preliminari) | Programma libero (Preliminari) | Programma libero (Preliminari) | Programma libero (Finale) | Programma libero (Finale) |
| Atleta | Evento  | Punti                           | Classifica                      | Punti                          | Classifica                     | Punti totali                   | Classifica                     | Punti                     | Classifica                |
| --- | ------- | ------------------------------- | ------------------------------- | ------------------------------ | ------------------------------ | ------------------------------ | ------------------------------ | ------------------------- | ------------------------- |
| Ona Carbonell Andrea Fuentes | Duo     | 96.000                          | 3º                              | 96.590                         |                                | 192.590                        | 3º Q                           | 192.900                   |                           |
| Clara Basiana Alba Cabello Ona Carbonell Margalida Crespí Andrea Fuentes Thaïs Henríquez Paula Klamburg Irene Montrucchio Laia Pons | Squadre | 96.200                          | 3º                              |                                |                                |                                |                                | 193.120                   |                           |

### Tuffi
Maschile
| Atleta        | Evento        | Preliminari | Preliminari | Semifinale | Semifinale | Finale | Finale     |
| Atleta        | Evento        | Punti       | Classifica  | Punti      | Classifica | Punti  | Classifica |
| ------------- | ------------- | ----------- | ----------- | ---------- | ---------- | ------ | ---------- |
| Javier Illana | Trampolino 3m | 460.35      | 8° Q        | 458.05     | 10° Q      | 371.60 | 12°        |

Femminile
| Atleta          | Evento        | Preliminari | Preliminari | Semifinale      | Semifinale      | Finale          | Finale          |
| Atleta          | Evento        | Punti       | Classifica  | Punti           | Classifica      | Punti           | Classifica      |
| --------------- | ------------- | ----------- | ----------- | --------------- | --------------- | --------------- | --------------- |
| Jenifer Benítez | Trampolino 3m | 224.60      | 30°         | Non qualificata | Non qualificata | Non qualificata | Non qualificata |

## Pallacanestro

### Maschile

#### Prima fase
| 29/07/2012 | 16.45 | Spagna    | 97 - 81 | Cina          |  | Basketball Arena |
| 31/07/2012 | 11.15 | Australia | 70 - 82 | Spagna        |  | Basketball Arena |
| 02/08/2012 | 20.00 | Spagna    | 79 - 78 | Gran Bretagna |  | Basketball Arena |
| 04/08/2008 | 11.15 | Russia    | 77 - 74 | Spagna        |  | Basketball Arena |
| 06/08/2012 | 20.00 | Spagna    | 82 - 88 | Brasile       |  | Basketball Arena |

| Pos. | Naz.          | PT | G | V | P | PF  | PS  | Diff. |
| ---- | ------------- | -- | - | - | - | --- | --- | ----- |
| 1    | Russia        | 8  | 5 | 4 | 1 | 400 | 359 | +41   |
| 2    | Brasile       | 7  | 5 | 4 | 1 | 402 | 349 | +53   |
| 3    | Spagna        | 7  | 5 | 3 | 2 | 414 | 394 | +20   |
| 4    | Australia     | 6  | 5 | 4 | 2 | 410 | 373 | +37   |
| 5    | Gran Bretagna | 4  | 5 | 1 | 4 | 380 | 405 | -25   |
| 6    | Cina          | 4  | 5 | 0 | 5 | 313 | 439 | -126  |

#### Quarti di finale
| Arbitri: | Cristiano Maranho William Kennedy Christos Christodoulou |

|                            |           |               |
| Tony Parker, Boris Diaw 15 | Marcatori | Marc Gasol 14 |

#### Semifinale
| Arbitri: | Luigi Lamonica Ilija Belošević Marcos Benito |

|              |           |              |
| Pau Gasol 16 | Marcatori | Saša Kaun 14 |

#### Finale
| Arbitri: | Cristiano Maranho Christos Christodoulou Michael Aylen |

|                 |           |              |
| Kevin Durant 30 | Marcatori | Pau Gasol 24 |

## Pallamano

### Maschile

#### Prima fase
| Arbitro: | Abrahamsen, Kristiansen |

|                           |           |              |
| Daniel Sarmiento Melián 5 | Marcatori | Momir Ilić 6 |

| Arbitro: | Krstić, Ljubić |

|                 |           |                                                            |
| Mikkel Hansen 8 | Marcatori | Daniel Sarmiento Melián, Jorge Maqueda e Cristian Ugalde 4 |

| Arbitro: | Lazaar, Reveret |

|                   |           |               |
| Cristian Ugalde 6 | Marcatori | Lee Jae-Woo 8 |

| Arbitro: | Horáček, Novotný |

|               |           |                     |
| László Nagy 7 | Marcatori | Julen Aguinagalde 9 |

| Arbitro: | Geipel, Helbig |

|                                 |           |                                 |
| Raúl Entrerríos, Víctor Tomás 5 | Marcatori | Ivan Čupić, Blaženko Lacković 7 |

| Pos. | Naz.          | PT | G | V | P | PF  | PS  | Diff. |
| ---- | ------------- | -- | - | - | - | --- | --- | ----- |
| 1    | Croazia       | 10 | 5 | 5 | 0 | 150 | 109 | +41   |
| 2    | Danimarca     | 8  | 5 | 4 | 1 | 124 | 129 | -5    |
| 3    | Spagna        | 6  | 5 | 3 | 2 | 140 | 126 | +14   |
| 4    | Ungheria      | 4  | 5 | 2 | 3 | 114 | 128 | -14   |
| 5    | Serbia        | 2  | 5 | 1 | 4 | 120 | 131 | -11   |
| 6    | Corea del Sud | 0  | 5 | 0 | 5 | 115 | 140 | -25   |

#### Quarti di finale
| Arbitro: | Nikolić, Stojković |

|                |           |                     |
| Víctor Tomás 6 | Marcatori | William Accambray 7 |

### Femminile

#### Prima fase
| Arbitro: | Gubica, Milošević |

|                 |           |               |
| Carmen Martín 7 | Marcatori | Ryu Eun-Hee 9 |

| Arbitro: | Horáček, Novotný |

|                  |           |                |
| Siraba Dembele 6 | Marcatori | Marta Mangué 6 |

| Arbitro: | Geipel, Helbig |

|                |           |                      |
| Marta Mangué 7 | Marcatori | Ann Grete Nørgaard 7 |

| Arbitro: | Al-Nuaimi, Omar |

|                                   |           |                    |
| Marta Mangué Nely Carla Alberto 6 | Marcatori | Hanna Fogelström 5 |

| Arbitro: | Krstić, Ljubić |

|                                 |           |                           |
| Linn-Kristin Riegelhuth Koren 6 | Marcatori | Jessica Alonso Bernardo 7 |

| Pos. | Naz.          | PT | G | V | N | P | PF  | PS  | Diff. |
| ---- | ------------- | -- | - | - | - | - | --- | --- | ----- |
| 1    | Francia       | 9  | 5 | 4 | 1 | 0 | 125 | 103 | +22   |
| 2    | Corea del Sud | 7  | 5 | 3 | 1 | 1 | 136 | 130 | +6    |
| 3    | Spagna        | 7  | 5 | 3 | 1 | 1 | 119 | 114 | +5    |
| 4    | Norvegia      | 5  | 5 | 2 | 1 | 2 | 118 | 120 | -2    |
| 5    | Danimarca     | 2  | 5 | 1 | 0 | 4 | 113 | 121 | -8    |
| 6    | Svezia        | 0  | 5 | 0 | 0 | 5 | 108 | 131 | -23   |

#### Quarti di finale
| Arbitro: | Horáček, Novotný |

|                    |           |               |
| Elisabeth Pinedo 7 | Marcatori | Ryu Eun-Hee 9 |

#### Semifinale
| Arbitro: | Krstić, Ljubić |

|                      |           |                      |
| Nely Carla Alberto 6 | Marcatori | Katarina Bulatović 9 |

#### Finale 3º-4º posto
| Arbitro: | Olesen, Pedersen |

|               |           |                                        |
| Gwon Han-Na 7 | Marcatori | Nely Carla Alberto, Begoña Fernández 5 |

## Pallanuoto

### Maschile

#### Prima fase
| Arbitro: | Marijo Brgulja, Ulrich Spiegel |

|                                    |           |                  |
| Sergey Gubarev, Vladimir Ushakov 2 | Marcatori | Felipe Perrone 5 |

| Arbitro: | Boris Margeta, Radoslaw Koryzna |

|                             |           |                  |
| Sandro Sukno, Nikša Dobud 2 | Marcatori | Albert Español 4 |

| Arbitro: | Mihajlo Ćirić, Steven Rotsart |

|                                                |           |                |
| Felipe Perrone, Albert Español, David Martín 2 | Marcatori | Billy Miller 4 |

| Arbitro: | Marijo Brguljan, Adrian Alexandrescu |

|                     |           |                                                  |
| Evangelos Delakas 3 | Marcatori | Felipe Perrone, Albert Español, Blai Mallarach 2 |

| Arbitro: | Dragan Stampalija, Adrian Alexandrescu |

|                  |           |                  |
| Albert Español 3 | Marcatori | Danijel Premuš 3 |

| Pos. | Squadra    | Pt | G | V | N | P | GF | GS | DR  |
| ---- | ---------- | -- | - | - | - | - | -- | -- | --- |
| 1    | Croazia    | 10 | 5 | 5 | 0 | 0 | 50 | 29 | +21 |
| 2    | Italia     | 7  | 5 | 3 | 1 | 1 | 40 | 36 | +4  |
| 3    | Spagna     | 6  | 5 | 3 | 0 | 2 | 52 | 42 | +10 |
| 4    | Australia  | 4  | 5 | 2 | 0 | 3 | 40 | 44 | -4  |
| 5    | Grecia     | 3  | 5 | 1 | 1 | 3 | 41 | 43 | -2  |
| 6    | Kazakistan | 0  | 5 | 0 | 0 | 5 | 24 | 53 | -29 |

#### Quarti di finale
| Arbitro: | Adrian Alexandrescu, Ulrich Spiegel |

|                                |           |                  |
| Xavier Vallès, Marc Minguell 2 | Marcatori | Boris Zloković 4 |

#### 5º-8º posto
| Arbitro: | Marijo Brgulja, Gyorgy Juhasz |

|                               |           |                  |
| Jeff Powers, Layne Beaubien 2 | Marcatori | Felipe Perrone 3 |

#### Finale 5º posto
| Arbitro: | Marijo Brguljan, Alan Balfanbayev |

|                 |           |                 |
| Marc Minguell 3 | Marcatori | sei giocatori 2 |

### Femminile
Fase a gironi - Gruppo A
| Arbitri: | Alan Balfanbayev Cory Williams |

|                                                                   |           |                              |
| J. Pareja M. García A. Espar P. Peña Carrasco O. Meseguer A. Blas | Marcatori | Wang Y. Ma H. He J. Zhang L. |

| Arbitri: | Marie Deslieres Anton Bervoets |

|                                                  |           |                                                                  |
| J. Pareja L. López A. Espar M. García R. Tarragó | Marcatori | B. Villa K. Craig M. Steffens M. Seidemann C. Mathewson A. Dries |

| Arbitri: | Massimiliano Caputi Svetlana Dreval |

|                                                                                        |           |                                                       |
| J. Pareja M. García M. Ortiz P. Peña Carrasco A. Espar L. López O. Meseguer R. Tarragó | Marcatori | B. Bujka D. Antal R. Drávucz D. Czigány R. Keszthelyi |

| Pos. | Squadra     | Pt | G | V | N | P | GF | GS | DR |
| ---- | ----------- | -- | - | - | - | - | -- | -- | -- |
| 1    | Spagna      | 5  | 3 | 2 | 1 | 0 | 33 | 26 | +7 |
| 2    | Stati Uniti | 5  | 3 | 2 | 1 | 0 | 30 | 28 | +2 |
| 3    | Ungheria    | 2  | 3 | 1 | 0 | 2 | 35 | 37 | -2 |
| 4    | Cina        | 0  | 2 | 0 | 0 | 3 | 22 | 29 | -7 |

Quarti di finale
| Arbitri: | Cory Williams Guy Pinker |

|                                                                         |           |                                                        |
| J. Pareja M. García A. Espar L. Miranda O. Meseguer L. López R. Tarragó | Marcatori | F. Painter-Snell F. McCann C. Gibson-Byrne H. Musgrove |

Semifinale
| Arbitri: | Dragan Štampalija Massimiliano Caputi |

|                                                            |           |                                                                 |
| A. Espar P. Peña Carrasco M. García O. Meseguer R. Tarragó | Marcatori | B. Bujka D. Attal R. Drávucz R. Keszthelyi D. Czigány G. Sczűcs |

Finale per l'oro
| Arbitri: | Marie Desliéres Georgios Stavridis |

|                    |           |                                            |
| J. Pareja A. Espar | Marcatori | B. Villa M. Steffens H. Petri M. Seidemann |

## Pugilato
Maschile
| Atleta                  | Evento                      | 16-esimi              | Ottavi               | Quarti               | Semifinali           | Finale               |                 |
| Atleta                  | Evento                      | Avversario Risultato  | Avversario Risultato | Avversario Risultato | Avversario Risultato | Avversario Risultato |                 |
| ----------------------- | --------------------------- | --------------------- | -------------------- | -------------------- | -------------------- | -------------------- | --------------- |
| José Kelvin de la Nieve | Pesi mosca leggeri (-49 kg) | Carlos Quipo P 11–14  | Non qualificato      | Non qualificato      | Non qualificato      | Non qualificato      | Non qualificato |
| Jonathan Alonso         | Pesi superleggeri (-64 kg)  | Mehdi Tolouti P 12–16 | Non qualificato      | Non qualificato      | Non qualificato      | Non qualificato      | Non qualificato |

## Sollevamento pesi
Maschile
| Atleta      | Evento | Strappo   | Strappo    | Slancio   | Slancio    | Totale | Classifica |
| Atleta      | Evento | Risultato | Classifica | Risultato | Classifica | Totale | Classifica |
| ----------- | ------ | --------- | ---------- | --------- | ---------- | ------ | ---------- |
| Andrés Mata | -77 kg | 150 Kg    | 8º         | 188 Kg    | 6º         | 338    | 6º         |

Femminile
| Atleta         | Evento | Strappo   | Strappo    | Slancio   | Slancio    | Totale | Classifica |
| Atleta         | Evento | Risultato | Classifica | Risultato | Classifica | Totale | Classifica |
| -------------- | ------ | --------- | ---------- | --------- | ---------- | ------ | ---------- |
| Lidia Valentín | -75 kg | 120 Kg    | 4º         | 145 Kg    | 4º         | 265    | 4º         |

## Taekwondo
Maschile
| Atleta         | Evento | Ottavi               | Quarti                | Semifinale                | Ripescaggio Turno 1  | Ripescaggio Turno 2  | Finale                     | Classifica |
| Atleta         | Evento | Avversario Risultato | Avversario Risultato  | Avversario Risultato      | Avversario Risultato | Avversario Risultato | Avversario Risultato       | Classifica |
| -------------- | ------ | -------------------- | --------------------- | ------------------------- | -------------------- | -------------------- | -------------------------- | ---------- |
| Joel González  | −58 kg | Uno Sanli V 7-6      | Safwan Khalil V 5-3   | Óscar Muñoz Oviedo V 14-4 |                      |                      | Lee Dae-Hoon V 17-8        |            |
| Nicolás García | −80 kg | Yousef Karami V 8-2  | Lutalo Muhammad V 7-3 | Mauro Sarmiento P 2-1     |                      |                      | Sebastián Crismanich P 0-1 |            |

Femminile
| Atleta         | Evento | Ottavi                  | Quarti               | Semifinale              | Ripescaggio Turno 1  | Ripescaggio Turno 2  | Finale               | Classifica |
| Atleta         | Evento | Avversario Risultato    | Avversario Risultato | Avversario Risultato    | Avversario Risultato | Avversario Risultato | Avversario Risultato | Classifica |
| -------------- | ------ | ----------------------- | -------------------- | ----------------------- | -------------------- | -------------------- | -------------------- | ---------- |
| Brigitte Yagüe | −57 kg | Carolena Carstens V 7-2 | Jannet Alegría V 8-0 | Chanatip Sonkham V 10-9 |                      |                      | Wu Jingyu P 1-8      |            |

## Tennis
Maschile
| Atleta                       | Evento  | 64-esimi           | 64-esimi                 | 32-esimi                             | 32-esimi                    | 16-esimi                     | 16-esimi               | Quarti di finale       | Quarti di finale | Semifinali                        | Semifinali              | Finale                           | Finale              | Classifica      |                 |
| Atleta                       | Evento  | Avver.             | Punt.                    | Avver.                               | Punt.                       | Avver.                       | Punt.                  | Avver.                 | Punt.            | Avver.                            | Punt.                   | Avver.                           | Punt.               | Classifica      |                 |
| ---------------------------- | ------- | ------------------ | ------------------------ | ------------------------------------ | --------------------------- | ---------------------------- | ---------------------- | ---------------------- | ---------------- | --------------------------------- | ----------------------- | -------------------------------- | ------------------- | --------------- | --------------- |
| Nicolás Almagro              | Singolo | Viktor Troicki     | V 2-0 (6-4, 7-6(3))      | Alex Bogomolov Jr.                   | V 2-0 (6-2, 6-2)            | Steve Darcis                 | V 2-0 (7-5, 6-3)       | Andy Murray            | P 0-2 (4-6, 1-6) | Non qualificato                   | Non qualificato         | Non qualificato                  | Non qualificato     | Non qualificato | Non qualificato |
| David Ferrer                 | Singolo | Vasek Pospisil     | V 2-0 (6-4, 6-4)         | Blaž Kavčič                          | V 2-0 (6-2, 6-2)            | Kei Nishikori                | P 1-2 (0-6, 6-3, 4-6)  | Non qualificato        | Non qualificato  | Non qualificato                   | Non qualificato         | Non qualificato                  | Non qualificato     | Non qualificato |                 |
| Feliciano López              | Singolo | Dmitrij Tursunov   | V 2-1 (6(5)-7, 6-2, 9-7) | Juan Mónaco                          | V 2-0 (6-4, 6-4)            | Jo-Wilfried Tsonga           | P 0-2 (6-7, 4-6)       | Non qualificato        | Non qualificato  | Non qualificato                   | Non qualificato         | Non qualificato                  | Non qualificato     | Non qualificato |                 |
| Fernando Verdasco            | Singolo | Jo-Wilfried Tsonga | P 0-2 (4-6, 6(9)-7)      | Non qualificato                      | Non qualificato             | Non qualificato              | Non qualificato        | Non qualificato        | Non qualificato  | Non qualificato                   | Non qualificato         | Non qualificato                  | Non qualificato     | Non qualificato |                 |
| David Ferrer Feliciano López | Doppio  |                    |                          | Mariusz Fyrstenberg Marcin Matkowski | V 2-1 (7-6(7), 6(6)-7, 8-6) | Jürgen Melzer Alexander Peya | V 2-1 (6-3, 3-6, 11-9) | Marin Čilić Ivan Dodig | V 2-0 (6-4, 6-4) | Michaël Llodra Jo-Wilfried Tsonga | P 1-2 (3-6, 6-4, 16-18) | Julien Benneteau Richard Gasquet | P 0-2 (6(4)-7, 2-6) | 4°              |                 |
| Marcel Granollers Marc López | Doppio  |                    |                          | Jonathan Erlich Andy Ram             | P 0-2 (6(5)-7, 6(3)-7 )     | Non qualificati              | Non qualificati        | Non qualificati        | Non qualificati  | Non qualificati                   | Non qualificati         | Non qualificati                  | Non qualificati     | Non qualificati |                 |

Femminile
| María José Martínez Sánchez                        | Singolo | Polona Hercog    | V 2-0 (6-2, 6-4)       | Viktoryja Azaranka                  | P 0-2 (1-6, 2-6) | Non qualificata      | Non qualificata  | Non qualificata | Non qualificata | Non qualificata | Non qualificata | Non qualificata | Non qualificata | Non qualificata |                 |                 |
| Anabel Medina Garrigues                            | Singolo | Yanina Wickmayer | P 1-2 (2-6, 6-4, 5-7)  | Non qualificata                     | Non qualificata  | Non qualificata      | Non qualificata  | Non qualificata | Non qualificata | Non qualificata | Non qualificata | Non qualificata | Non qualificata | Non qualificata |                 |                 |
| Carla Suárez Navarro                               | Singolo | Samantha Stosur  | V 2-1 (3-6, 7-5, 10-8) | Kim Clijsters                       | P 0-2 (3-6, 3-6) | Non qualificata      | Non qualificata  | Non qualificata | Non qualificata | Non qualificata | Non qualificata | Non qualificata | Non qualificata | Non qualificata |                 |                 |
| Sílvia Soler Espinosa                              | Singolo | Heather Watson   | P 0-2 (2-6, 2-6)       | Non qualificata                     | Non qualificata  | Non qualificata      | Non qualificata  | Non qualificata | Non qualificata | Non qualificata | Non qualificata | Non qualificata | Non qualificata | Non qualificata |                 |                 |
| Nuria Llagostera Vives María José Martínez Sánchez | Doppio  |                  |                        | Casey Dellacqua Samantha Stosur     | V 2-0 (6-1, 6-1) | Peng Shuai Zheng Jie | P 0-2 (4-6, 2-6) | Non qualificate | Non qualificate | Non qualificate | Non qualificate | Non qualificate | Non qualificate | Non qualificate | Non qualificate | Non qualificate |
| Anabel Medina Garrigues Arantxa Parra Santonja     | Doppio  |                  |                        | Flavia Pennetta Francesca Schiavone | P 0-2 (6-7, 4-6) | Non qualificate      | Non qualificate  | Non qualificate | Non qualificate | Non qualificate | Non qualificate | Non qualificate | Non qualificate | Non qualificate | Non qualificate | Non qualificate |

## Tennistavolo
Maschile
| Atleta         | Evento  | Preliminari          | Round 1                  | Round 2                 | Round 3                   | Round 4              | Quarti di finale     | Semifinale           | Finale               |                 |
| Atleta         | Evento  | Avversario Risultato | Avversario Risultato     | Avversario Risultato    | Avversario Risultato      | Avversario Risultato | Avversario Risultato | Avversario Risultato | Avversario Risultato |                 |
| -------------- | ------- | -------------------- | ------------------------ | ----------------------- | ------------------------- | -------------------- | -------------------- | -------------------- | -------------------- | --------------- |
| He Zhi Wen     | Singolo |                      |                          | Zengyi Wang (POL) V 4-1 | Adrian Crișan (ROU) P 2-4 | Non qualificato      | Non qualificato      | Non qualificato      | Non qualificato      | Non qualificato |
| Carlos Machado | Singolo |                      | Quadri Aruna (NGR) P 2-4 | Non qualificato         | Non qualificato           | Non qualificato      | Non qualificato      | Non qualificato      | Non qualificato      | Non qualificato |

Femminile
| Atleta                                | Evento  | Preliminari          | Round 1                | Round 2                        | Round 3              | Round 4                  | Quarti di finale     | Semifinale           | Finale               |                 |                 |
| Atleta                                | Evento  | Avversario Risultato | Avversario Risultato   | Avversario Risultato           | Avversario Risultato | Avversario Risultato     | Avversario Risultato | Avversario Risultato | Avversario Risultato |                 |                 |
| ------------------------------------- | ------- | -------------------- | ---------------------- | ------------------------------ | -------------------- | ------------------------ | -------------------- | -------------------- | -------------------- | --------------- | --------------- |
| Sara Ramírez                          | Singolo |                      | Ankita Das (IND) V 4-1 | Marharyta Pesoc'ka (UKR) P 1-4 | Non qualificata      | Non qualificata          | Non qualificata      | Non qualificata      | Non qualificata      |                 |                 |
| Yanfei Shen                           | Singolo |                      |                        |                                | Li Xue (FRA) V 4-0   | Kim Kyung-Ah (KOR) P 1-4 | Non qualificata      | Non qualificata      | Non qualificata      | Non qualificata | Non qualificata |
| Galia Dvorak Sara Ramirez Yanfei Shen | Squadre |                      |                        |                                |                      | Cina P 0-3               | Non qualificate      | Non qualificate      | Non qualificate      | Non qualificate |                 |

## Tiro a segno/volo
Maschile
| Atleta             | Evento                      | Qualificazione | Qualificazione | Finale          | Finale          |
| Atleta             | Evento                      | Punteggio      | Classifica     | Punteggio       | Classifica      |
| ------------------ | --------------------------- | -------------- | -------------- | --------------- | --------------- |
| Javier López       | Carabina 10m aria compressa | 588            | 41°            | Non qualificato | Non qualificato |
| Javier López       | Carabina 50m a terra        | 589            | 34°            | Non qualificato | Non qualificato |
| Javier López       | Carabina 50m 3 posizioni    | 1151           | 36°            | Non qualificato | Non qualificato |
| Pablo Carrera      | Pistola 10m aria compressa  | 585            | 22°            | Non qualificato | Non qualificato |
| Pablo Carrera      | Pistola 50m                 | 554            | 4° Q           | 683.3           | 6°              |
| Jorge Llames       | Pistola 25m automatica      | 579            | 11°            | Non qualificato | Non qualificato |
| Juan José Aramburu | Skeet                       | 115            | 23°            | Non qualificato | Non qualificato |
| Alberto Fernández  | Trap                        | 116            | 25° '          | Non qualificato | Non qualificato |
| Jesús Serrano      | Trap                        | 123            | 3° Q           | 144             | 5°              |

Femminile
| Atleta         | Evento                     | Qualificazione | Qualificazione | Finale          | Finale          |
| Atleta         | Evento                     | Punteggio      | Classifica     | Punteggio       | Classifica      |
| -------------- | -------------------------- | -------------- | -------------- | --------------- | --------------- |
| Sonia Franquet | Pistola 10m aria compressa | 378            | 26°            | Non qualificata | Non qualificata |
| Sonia Franquet | Pistola 25m                | 579            | 22°            | Non qualificata | Non qualificata |
| Fátima Gálvez  | Trap                       | 123            | 3° Q           | 144             | 5°              |

## Tiro con l'arco
Maschile
| Atleta       | Evento      | Round di qualificazione | Round di qualificazione | 64-esimi             | 32-esimi             | 16-esimi             | Quarti di finale     | Semifinale           | Finale               | Finale          |
| Atleta       | Evento      | Punteggio               | Seed                    | Avversario Punteggio | Avversario Punteggio | Avversario Punteggio | Avversario Punteggio | Avversario Punteggio | Avversario Punteggio | Classifica      |
| ------------ | ----------- | ----------------------- | ----------------------- | -------------------- | -------------------- | -------------------- | -------------------- | -------------------- | -------------------- | --------------- |
| Elías Cuesta | Individuale | 660                     | 41°                     | Ivashko (24) P 4-6   | Non qualificato      | Non qualificato      | Non qualificato      | Non qualificato      | Non qualificato      | Non qualificato |

Femminile
| Atleta       | Evento      | Round di qualificazione | Round di qualificazione | 64-esimi                    | 32-esimi                | 16-esimi             | Quarti di finale     | Semifinale           | Finale               | Finale          |
| Atleta       | Evento      | Punteggio               | Seed                    | Avversario Punteggio        | Avversario Punteggio    | Avversario Punteggio | Avversario Punteggio | Avversario Punteggio | Avversario Punteggio | Classifica      |
| ------------ | ----------- | ----------------------- | ----------------------- | --------------------------- | ----------------------- | -------------------- | -------------------- | -------------------- | -------------------- | --------------- |
| Iria Grandal | Individuale | 618                     | 53ª                     | Ana Maria Rendon (12) V 6-5 | Choi Hyeonju (21) P 5-6 | Non qualificata      | Non qualificata      | Non qualificata      | Non qualificata      | Non qualificata |

## Triathlon
Maschile
| Atleta                      | Evento      | Nuoto  | Ciclismo | Corsa  | Totale    | Classifica |
| --------------------------- | ----------- | ------ | -------- | ------ | --------- | ---------- |
| Mario Mola                  | Individuale | 18'09" | 59'40"   | 30'27" | 1h 49'23" | 19º        |
| Francisco Javier Gómez Noya | Individuale | 17'00" | 59'16"   | 29'16" | 1h 46'36" |            |
| José Miguel Pérez           | Individuale | 18'07" | 59'40"   | 30'57" | 1h 49'53" | 24º        |

Femminile
| Atleta              | Evento      | Nuoto  | Ciclismo  | Corsa  | Totale    | Classifica |
| ------------------- | ----------- | ------ | --------- | ------ | --------- | ---------- |
| Marina Damlaimcourt | Individuale | 19'20" | 1h 05'36" | 35'40" | 2h 02'50" | 24ª        |
| Ainhoa Murúa        | Individuale | 19'21" | 1h 05'37" | 34'47" | 2h 00'56" | 7ª         |
| Zuriñe Rodríguez    | Individuale | 19'49" | 1h 06'56" | 40'41" | 2h 08'44" | 44ª        |

## Vela
Maschile
| Atleta                         | Evento | Regata | Regata | Regata | Regata | Regata | Regata | Regata | Regata | Regata | Regata | Regata | Punteggio | Classifica |
| Atleta                         | Evento | 1      | 2      | 3      | 4      | 5      | 6      | 7      | 8      | 9      | 10     | 11     | Punteggio | Classifica |
| ------------------------------ | ------ | ------ | ------ | ------ | ------ | ------ | ------ | ------ | ------ | ------ | ------ | ------ | --------- | ---------- |
| Iván Pastor                    | RS:X   | 22     | 24     | 20     | 39     | 19     | 25     | 8      | 25     | 2      | 5      | EL     | 150       | 16         |
| Javier Hernández               | Laser  | 24     | 17     | 13     | 15     | 26     | 13     | 6      | 17     | 2      | 9      | EL     | 118       | 12         |
| Rafael Trujillo                | Finn   | 12     | 12     | 12     | 23     | 7      | 4      | 15     | 1      | 13     | 4      | 6      | 109       | ”8”        |
| Onán Barreiros Aarón Sarmiento | 470    | 7      | 8      | 12     | 27     | 24     | 6      | 10     | 13     | 15     | 9      | EL     | 104       | 11         |

Femminile
| Atlete                      | Evento       | Regata | Regata | Regata | Regata | Regata | Regata | Regata | Regata | Regata | Regata | Regata | Punteggio Totale | Punteggio Netto | Classifica |
| Atlete                      | Evento       | 1      | 2      | 3      | 4      | 5      | 6      | 7      | 8      | 9      | 10     | 11     | Punteggio Totale | Punteggio Netto | Classifica |
| --------------------------- | ------------ | ------ | ------ | ------ | ------ | ------ | ------ | ------ | ------ | ------ | ------ | ------ | ---------------- | --------------- | ---------- |
| Marina Alabau               | RS:X         | 2      | 1      | 1      | 1      | 5      | 2      | 3      | 6      | 6      | 3      | 2      |                  | 26              | 1°         |
| Alicia Cebrián              | Laser Radial | 15     | 11     | 14     | 9      | 24     | 23     | 5      | 9      | 2      | 13     | EL     |                  | 101             | 11         |
| Berta Betanzos Tara Pacheco | 470          | 15     | 114    | 8      | 16     | 13     | 8      | 11     | 4      | 7      | 13     | 8      |                  | 101             | 10         |

Match racing
| Atlete                                       | Evento     | Round Robin | Round Robin | Round Robin | Round Robin | Round Robin | Round Robin | Round Robin | Round Robin | Round Robin | Round Robin | Round Robin | Classifica | Eliminazione diretta | Eliminazione diretta | Eliminazione diretta | Classifica |
| Atlete                                       | Evento     | Avv.        | Avv.        | Avv.        | Avv.        | Avv.        | Avv.        | Avv.        | Avv.        | Avv.        | Avv.        | Avv.        | Classifica | Quarti               | Semifinale           | Finale               | Classifica |
| Atlete                                       | Evento     | Avv.        | Avv.        | Avv.        | Avv.        | Avv.        | Avv.        | Avv.        | Avv.        | Avv.        | Avv.        | Avv.        | Classifica | Avv.                 | Avv                  | Avv                  | Classifica |
| -------------------------------------------- | ---------- | ----------- | ----------- | ----------- | ----------- | ----------- | ----------- | ----------- | ----------- | ----------- | ----------- | ----------- | ---------- | -------------------- | -------------------- | -------------------- | ---------- |
| Támara Echegoyen Ángela Pumariega Sofía Toro | Elliott 6m | V           | V           | V           | P           | V           | V           | V           | P           | P           | V           | V           | 3°         | V 3-0                | V 2-1                | V 3-2                | 1°         |

Misti
| Atleti                         | Evento | Regate | Regate | Regate | Regate | Regate | Regate | Regate | Regate | Regate | Regate | Regate | Regate | Regate | Regate | Regate | Regate | Punteggio Totale | Punteggio Netto | Classifica |
| Atleti                         | Evento | 1      | 2      | 3      | 4      | 5      | 6      | 7      | 8      | 9      | 10     | 11     | 12     | 13     | 14     | 15     | 16     | Punteggio Totale | Punteggio Netto | Classifica |
| ------------------------------ | ------ | ------ | ------ | ------ | ------ | ------ | ------ | ------ | ------ | ------ | ------ | ------ | ------ | ------ | ------ | ------ | ------ | ---------------- | --------------- | ---------- |
| Xabier Fernández Iker Martínez | 49er   | 15     | 6      | 7      | 3      | 14     | 18     | 3      | 15     | 12     | 14     | 8      | 14     | 8      | 15     | 12     | EL     |                  | 146             | 12         |